# 阿吽

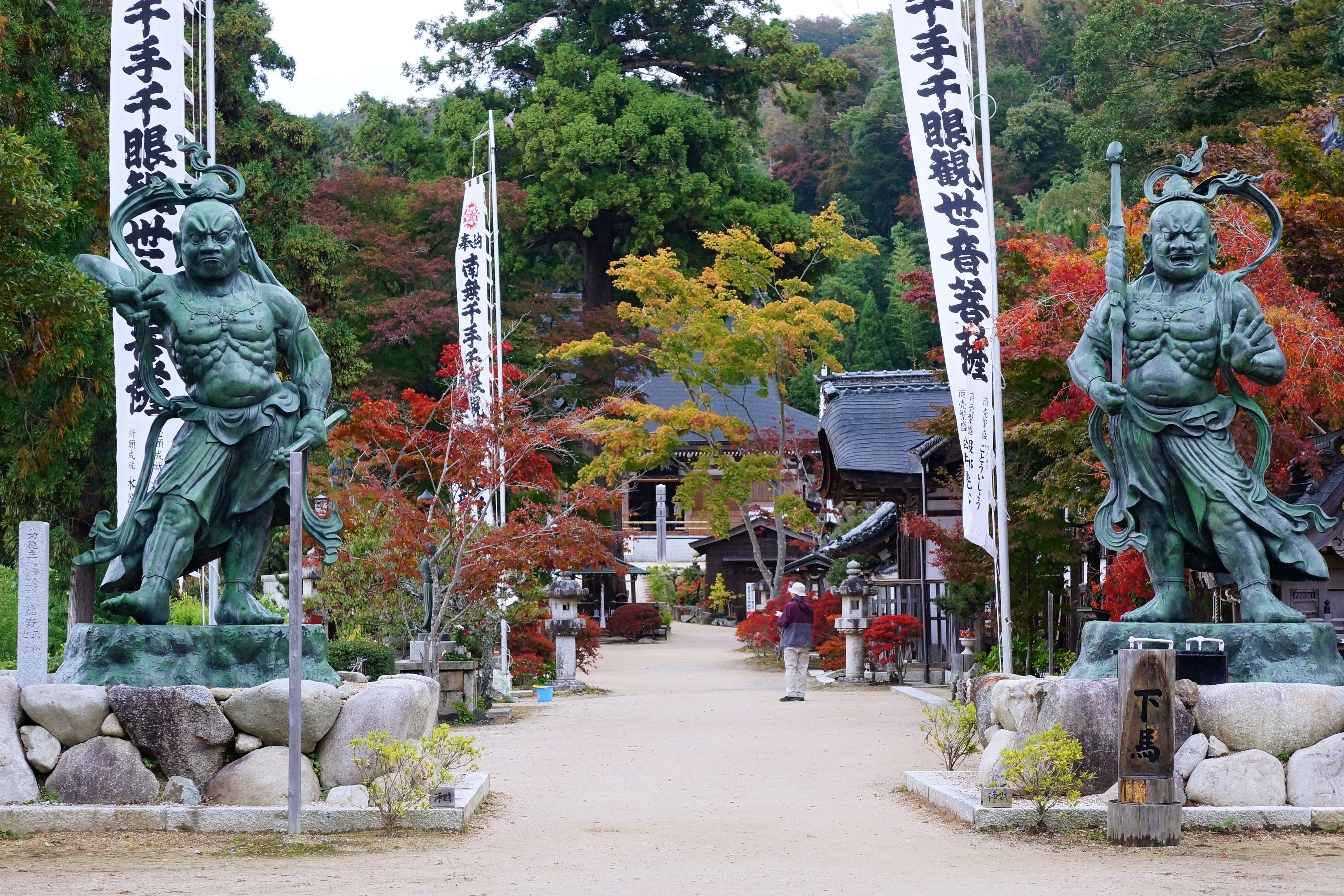
参道を挟む二体の仁王像。観音正寺、滋賀県近江八幡市安土町

阿吽（あうん、サンスクリット語: अहूँ、a-hūṃ）は、仏教の真言の一つ。「阿呍」とも表記する。

## 意味
古代インドのサンスクリットの悉曇文字（梵字）において、a（阿）は全く妨げのない状態で口を大きく開いたときの音、m（hūṃ、吽）は口を完全に閉じたときの音である。悉曇文字の字母の配列は、口を大きく開いたa（阿）から始まり、口を完全に閉じたm（hūṃ、吽）で終わっており、そこから「阿吽」は宇宙の始まりから終わりまでを表す言葉とされた。宇宙のほかにも、a（阿）を真実や求道心に、m（hūṃ、吽）を智慧や涅槃にたとえる場合もある。
阿吽は宗教的な像にも取り入れられ、口を開けた阿形（あぎょう）と口を閉じた吽形（うんぎょう）の一対の像は、神社の狛犬（本来は獅子と狛犬の一対）などにみられる。また、寺社の金剛力士像（仁王像）や沖縄のシーサーなどにも口を開けた阿形と口を閉じた吽形がみられる。

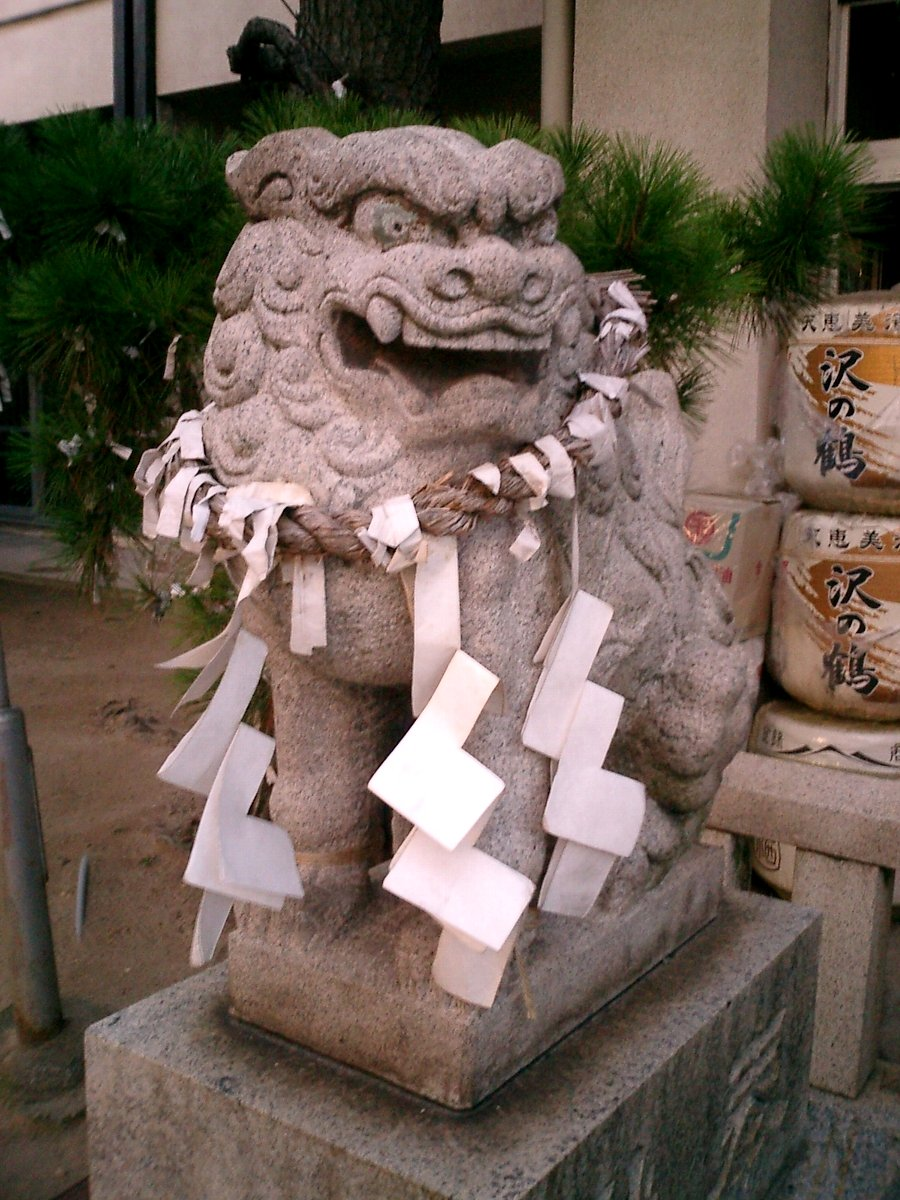
獅子阿形
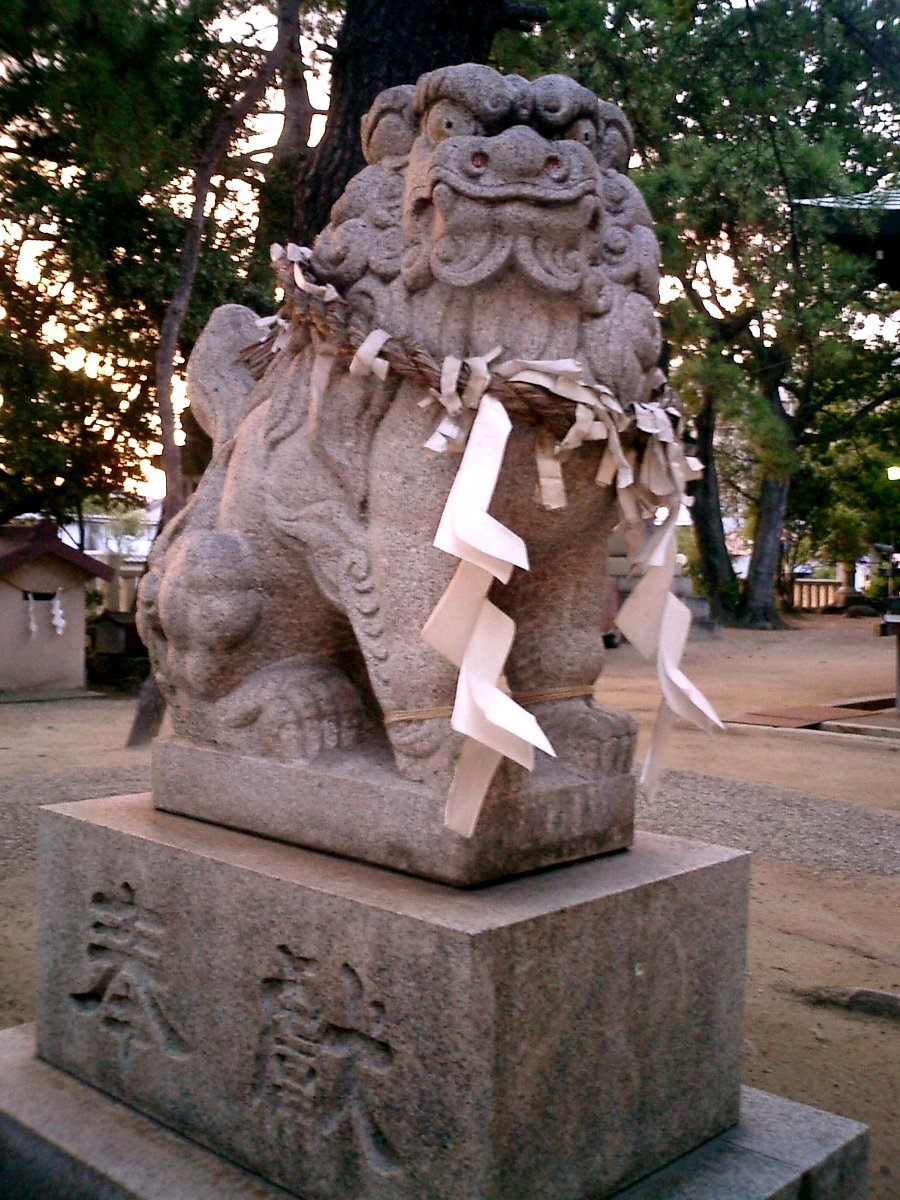
狛犬吽形
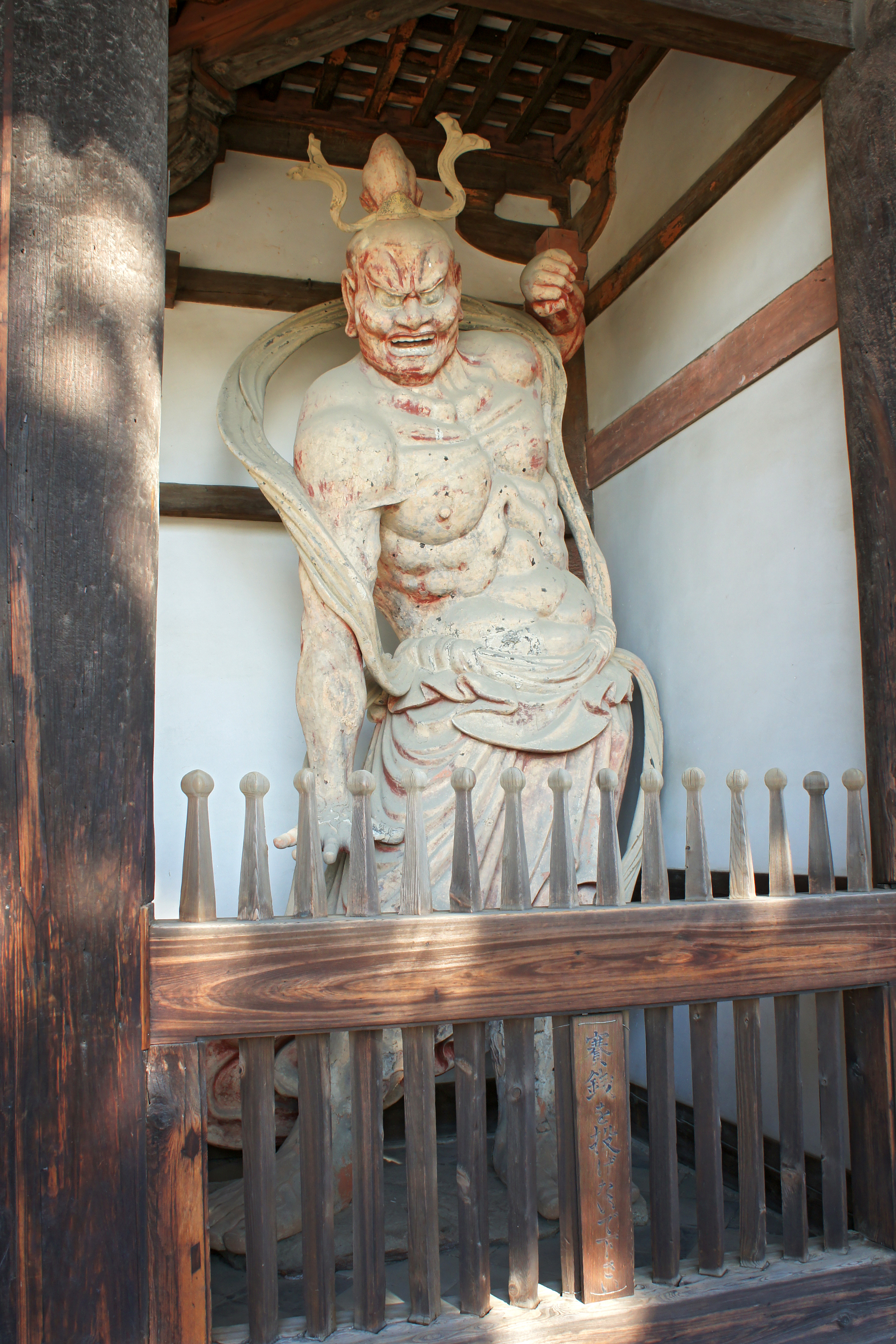
法隆寺中門金剛力士（阿形）
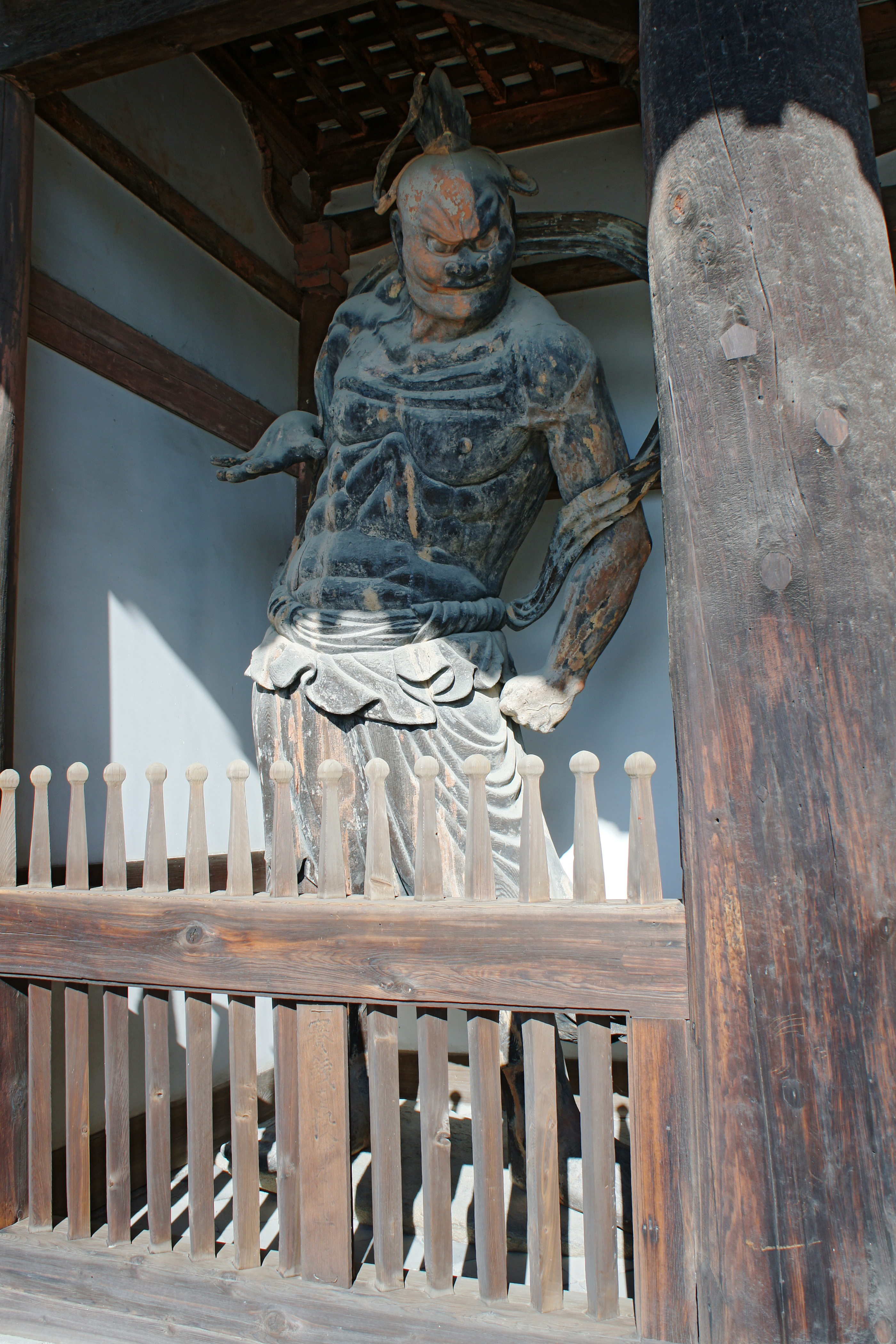
法隆寺中門金剛力士（吽形）
宇和島藩を治めた伊達氏の家紋。中央の2羽の雀が阿吽。

日本語では2人の人物が呼吸まで合わせるように共に行動しているさまを阿吽の呼吸、阿吽の仲などと呼ぶ。